# Édouard Colonne
Édouard Judas Colonne (Burdeos, 23 de julio de 1838 - París, 28 de marzo de 1910) fue un director de orquesta francés. Fue el fundador de los célebres Conciertos Colonne, en 1873.

## Infancia y juventud
Nacido en una familia de músicos (su padre y su abuelo fueron músicos profesionales), ingresó en el Conservatorio de París en 1856, ganando un Primer Premio de armonía en 1858 y, en 1863, un Primer Premio de violín.
Mientras estudiaba en el Conservatorio, él trabajaba como violinista en el Théâtre-Lyrique (actualmente el Théâtre de la Ville) y después, en 1858, llegó a primer violín en la Opéra National de Paris. Fue también segundo violín del Quatuor Lamoureux, junto con el violinista Charles Lamoureux (que fundó la Orchestre Lamoureux, gran rival de los Conciertos Colonne), y más tarde tocó en la orquesta de Jules Pasdeloup, donde hizo sus primeras armas con la batuta.

## Carrera
En 1873, gracias a los fondos aportados por la editora musical Hartmann, fundó el «Concert National» en el Théâtre de l'Odéon. Ofreció, durante el concierto inaugural, el estreno mundial del oratorio de César Franck, Rédemption, con Vincent d'Indy dirigiendo el coro.
Tras la retirada de Hartmann, seguida de muchas dificultades financieras, creó su propia orquesta, los "Conciertos del Châtelet", rápidamente rebautizada como "Asociación artística de los Conciertos Colonne" ("Association artistique des Concerts Colonne") y popularmente conocida como Conciertos Colonne, instalada en el Théâtre du Châtelet y que se especializó en el repertorio francés contemporáneo.
En 1892, fue nombrado director artístico de la orquesta de la Ópera de París donde debutó, pero solo permaneció allí una temporada porque prefirió dedicarse a su propia orquesta.
Fue, con André Messager y Camille Chevillard, uno de los tres directores de orquesta franceses de renombre, pioneros de las grabaciones orquestales. En 1907 realizó una veintena de registros para Pathé, dirigiendo una reducida orquesta, necesaria por la técnica de toma de sonido y luego por las cornetas acústicas.
Colonne tenía fama de ser un director autoritario muy exigente con sus músicos. Falleció el 28 de marzo de 1910, tras una larga enfermedad.

## Discografía
- Édouard Colonne - Intégrale des enregistrements Pathé-Saphir, Tahra, 2003 (digitalización de fuentes realizada por Claude Fihman)